# 고육수학
고육수학(Paleolimnology, 그리스어: παλαιός, palaios, "고대", λίμνη, limne, "호수" 및 λόγος, 로고, "연구")는 육수학 및 고생물학 모두와 밀접하게 관련된 과학적 하위 분야이다. 고생물학 연구는 특히 기후 변화, 부영양화, 산성화 및 내부 개체 발생 과정과 같은 사건과 관련하여 지질학적 기록을 사용하여 내륙 수역(예: 호수 및 하천)의 과거 환경을 재구성하는 데 중점을 둔다.
고육수학은 주로 퇴적물의 물리적, 화학적, 광물학적 특성 또는 화석 꽃가루, 규조류 또는 키로노미드와 같은 생물학적 기록의 분석을 사용하여 수행된다.